# Daniel Pons
 (février 2009).
Si vous disposez d'ouvrages ou d'articles de référence ou si vous connaissez des sites web de qualité traitant du thème abordé ici, merci de compléter l'article en donnant les références utiles à sa vérifiabilité et en les liant à la section « Notes et références ».
Pour l’article ayant un titre homophone, voir Daniel Ponce.
Pour les articles homonymes, voir Pons.
Daniel Pons (Boulogne-Billancourt, 10 octobre 1932 - La Queue-en-Brie, 4 avril 1986) est un poète, photographe et écrivain français. Il est l'auteur d'une œuvre qu'il voulait « en perpétuel jaillissement ». Ses livres, ses expositions et ses conférences ont été accueillis dans de nombreux pays.

## Biographie
Le Fou et le Créateur est son œuvre maitresse. La genèse de ce livre est ce qu'il appelle la poétique : les 42 chants qui le composent sont des « jaillissements » transmis oralement, que son épouse s'attachait à retranscrire immédiatement sur le papier. Ainsi, il manifestait sa volonté de préserver le souffle du verbe poétique et de rompre avec le concept de l'écriture pour « changer les pâles concepts que sont les mots en danseurs de cristal ».
Un  colloque-hommage à l'artiste, intitulé « Présence de Daniel Pons » a eu lieu à l'Université Paris-Sorbonne le 24 novembre 1990, avec la participation de Annick de Souzenelle, André Chouraqui, R. Faure, Jean-Yves Leloup, Jean Mouttapa, Faouzi Skali, Pierre Solié et J.P. van Pee.

## Citations
- « Créateur mon frère, ne te pose pas la question : suis-je ou ne suis-je pas ? Créateur mon frère, vis, souffre et sois ! »
- « Créateur mon frère, n'oublie jamais que l'acte doit être un chant qui incite à danser et à rire. Tout est mouvement. »
- « Créateur mon frère, on ne peut vivre sa vie du bout des lèvres, il faut pour rester vivant, hurler, hurler souvent pour appeler la vie. »

## Quelques réflexions sur l'art photographique
Dans l'apparence, l'essence : c'est par l'espace-temps-lumière que l'essence jaillit de l'apparence.
L'image et l'écrit sont mes deux moyens d'expression. Poétique et vision sont pour moi indissociables, de ce fait je me suis demandé un jour s'il n'était pas possible de matérialiser par l'image mes visions poétiques. J'ai donc tenté cette expérience que je ressentais comme une véritable gageure, et m'étais promis de réussir ou sinon de ne plus toucher à un appareil photographique.
Il y a près de chez moi un lac et c'est là que j'ai tenté ma première expérience. C'était une journée où soleil et nuages se reflétaient simultanément sur la surface de l'eau… J'observais sans impatience, mais avec enthousiasme, un nuage en mouvement qui se reflétait sur l'eau du lac, je le vis peu à peu se structurer en un cygne précis, la tête penchée, entouré d'une aura de lumière blanche… Au second plan, des herbes aquatiques aux formes strictes, géométriques… J'ai pris le cliché, et une fois l'image révélée, le cygne était là, vibrant de vie ! Pour la première fois j'avais réussi à matérialiser ma vision poétique.
L'appareil photographique est un merveilleux outil précieux par sa spontanéité : spontanéité avec laquelle on peut saisir le vibrant. Je dirais que le film sensible est un subtil médium ouvert sur les symboles partout présents dans la nature : symboles qui nous invitent à les fixer sur papier, afin de boire, à chaque vision, l'eau fraîche et pure qui émane des images existantes par la magie du simple.
Le photographe comme le poète se doivent d'être médiums : médiums ouverts sur le sujet, en fait c'est par la qualité de la relation sujet-objet que le poète photographe parvient à capter l'essentiel. Lorsque le photographe est capable d'établir une qualité de relation avec son sujet, c'est alors la relation sujet-sujet qui imprègne le film sensible. Le photographe-poète capte une relation et non un objet, car une image est vie, parce que vibrations : vibrations denses jusqu'à matérialiser des entités qui interrogent.
Le pictural incite, avec autant de force que l'écrit de qualité, au dialogue sur la beauté. Une beauté alors mieux qu'esthétique, parce que riche de vibrations jaillies du vivant dans le présent ; l'espace d'un instant gravé par ce magnifique ciseau qu'est la lumière, ciseau qui incise dans l'espace par le temps.
On me dit souvent que mes photos sont une expression picturale nouvelle, que mes images ont une troisième dimension, je pense moi qu'elles sont, ces images, une façon nouvelle d'interroger la vie. L'image issue d'une relation de qualité trouve dans cette relation sa troisième dimension, sa profondeur, son relief. Solliciter au plus l'extrême sensibilité d'une pellicule à l'aide d'un objectif subtil, nous permet de mettre en acte un monde de particules, de les faire se regrouper, ces infimes parcelles, en des entités cohérentes jusqu'à l'interrogation.
Ma recherche picturale est basée essentiellement sur ce principe : établir une relation de qualité avec, d'une part la lumière, d'autre part le sujet, dans le but de faire jaillir de l'apparence, l'essence.
Daniel Pons

## Œuvres
- Être ou avoir
- Aux sources de la présence (Ed. Sève), Albin Michel, 1991
- Offrande (Ed Albin Michel/Sève) Photographies de Daniel Pons, textes extraits de Le Fou et le Créateur.
- Le Fou et le Créateur. Sève-Éditions puis Albin Michel, Poche, coll. « Spiritualités vivantes », 1990.